# ベルヴェデーレのアポロン
ベルヴェデーレのアポロンまたはベルヴェデーレのアポロ（イタリア語表記: Apollo del Belvedere）は、15世紀おわりに再発見されたアポロの像で、現在はバチカン美術館に展示されている。後に教皇、ユリウス2世となるジュリアーノ・デッラ・ローヴェレが初めに所有し、1511年にサン・ピエトロ大聖堂の北の夏の別荘の中庭のベルベデーレに置いたことから、ベルヴェデーレのアポロンと呼ばれた。ナポレオンのイタリア遠征によって他の美術品とともにフランスに持ち出され、1815年までルーブル美術館のコレクションの一部となったが、1815年にイタリアに返還された。

## 概要
高さ2.24mの大理石像で、ギリシア神話の蛇の怪物、ピュートーンに弓を放ったアポロンの像である。紀元前350年から325年の間にアテナイの彫刻家、レオカレスによって作られたと考えられている青銅彫刻を元に、2世紀のおそらくハドリアヌス帝の時代のイタリアで、大理石で模刻されたものであったと考えられている。ジュリアーノ・デッラ・ローヴェレが最初の所有者となったことからローヴェレが治めていたアンツィオで15世紀の終わりに発見されたのではないかとされている。発見時には右腕の下半分と左手が欠けていたのをミケランジェロの弟子の彫刻家、ジョヴァンニ・アンジェロ・モントルソーリ(Giovanni Angelo Montorsoli: c.1507-1563)が修復した。
17世紀から、最も有名なローマ彫刻の一つとなり、美術史家のヨハン・ヨアヒム・ヴィンケルマン(1712-1768)や文学者のヨハン・ヴォルフガング・フォン・ゲーテ(1749-1832)らに賞賛された。